# Offizierbewerber
Offizierbewerber ist in Deutschland die offizielle Bezeichnung für eine Personen, die sich für eine Laufbahn der Laufbahngruppe der Offiziere in der Bundeswehr beworben hat. Nach erfolgreicher Einstellung in die Laufbahn wird die Person Offizieranwärter genannt. Für Personen mit Hochschulbildung besteht auch die Möglichkeit der Einstellung mit höherem Dienstgrad, ohne Anwärter zu werden.
Ansprechpartner für Interessenten für eine Laufbahn der Offiziere ist der Karriereberater der Bundeswehr. Dieser berät in einem persönlichen Gespräch über Verwendungsmöglichkeiten und -voraussetzungen. Nachdem anhand der Bewerbungsunterlagen eine Vorauswahl getroffen wurde, nehmen die übrig gebliebenen Bewerber an einem Auswahlverfahren am Assessmentcenter für Führungskräfte der Bundeswehr (ACFüKrBw) in der Gereon-Kaserne in Köln teil, wo auch die gesundheitliche Eignung festgestellt wird.